# تاریخ کلیسای کاتولیک در ژاپن
تاریخ کلیسای کاتولیک در ژاپن (انگلیسی: History of the Catholic Church in Japan) مبلغان مسیحی همراه با فرانسیسکو زاویر در دههٔ ۱۵۴۰ میلادی به ژاپن وارد شدند. در دوره رونق گرایش به مسیحیت بسیاری از ژاپنی‌ها از جمله دایمیوها در کیوشو به مسیحیت گرویدند.

## تویوتومی هیده‌یوشی
زمانی که تویوتومی هیده‌یوشی ژاپن را متحد کرد، وضعیت تغییر کرد. هنگامی که او به حاکم ژاپن تبدیل شد، در ابتدا به مسیحیت اجازه فعالیت داد زیرا معتقد بود که این امر یک موضوع اعتقادی فردی است. توجه او به تهدیدات خارجی، به ویژه گسترش قدرت اروپایی در شرق آسیا جلب شد. نقطه عطف برای مبلغان کاتولیک حادثه کشتی سان فیلیپ بود، در این حادثه، آن‌ها در تلاش برای بازیابی محموله خود از یک کاپیتان اسپانیایی، کشتی تجاری غرق شده بودند، کاپیتان اسپانیایی ادعا کرد که مبلغان مشغول آماده‌سازی زمینه برای فتح ژاپن هستند. این ادعا هیده‌یوشی را به ادیان خارجی مشکوک کرد.
در سال ۱۵۸۷، در حالی که تلاش می‌کرد تا کنترل نفوذ خود را در برخی از بخش‌های کیوشو برقرار کند، با معابد بودایی مواجه شد که توسط نیروهای کاتولیک که تلاش می‌کردند کل جزیره را به زور به مسیحی تبدیل کنند، غارت شده بودند. این تلاش برای پاکسازی بودیسم از کیوشو سال‌ها قبل از آن، در سال ۱۵۶۲، با تغییر دین اومورا سومیتادا، اولین دایمیوی کاتولیک رومی ژاپن، که با وجود توصیه یسوعی‌ها مبنی به ویران نکردن معابد شینتو و بودایی، راهبرد زمین سوخته را علیه بوداییان محلی و مکان‌های عبادت آنها آغاز شده بود. این امر بر سوء ظن هیده‌یوشی به مسیحیت افزود.
سوالات هیده یوشی از مبلغان شامل موارد زیر بود:
- چرا اینقدر مشتاق هستید که مردم ژاپن را مسیحی کنید؟
- چرا زیارتگاه‌ها و معابد را ویران می‌کنید، کاهنان را آزار می‌دهید و سعی نمی‌کنید با آنها آشتی کنید؟
- چرا گاوها و اسب‌ها را می‌خورید با اینکه حیوانات مفیدی برای انسان هستند؟
- چرا پرتغالی‌ها این همه ژاپنی می‌خرند و به عنوان برده به خارج از کشور می‌برند؟[۵]

## توکوگاوا ایه‌یاسو
پس از مرگ تویوتومی هیده‌یوشی، توکوگاوا ایه‌یاسو در ۱۶۰۰ میلادی قدرت را در ژاپن در دست گرفت. وی نیز به مانند تویوتومی هیده‌یوشی، از فعالیت‌های مسیحی در ژاپن خشنود نبود اما اولویت را به تجارت با پرتغال و اسپانیا داد و در سال ۱۶۰۰ امنیت تجارت پرتغالی را تضمین کرد و برای برقراری تجارت با فیلیپین وارد مذاکره شد. ترویج تجارت توسط ایه‌یاسو بتدریج موجب پدید آمدن ناسازگاری بین سیاست‌های او و مذهب کاتولیک شد. در همان زمان که کشورهای کاتولیک مذهب در تلاش برای در دست گرفتن کنترل تجارت در ژاپن بودند، معامله‌گران هلندی و انگلیسی به شوگون وقت ایه‌یاسو هشدار دادند که اسپانیا در واقع دنبال جاه‌طلبی‌های ارضی است، و مذهب کاتولیک ابزار اصلی اسپانیا برای انجام آن است. در مقابل، هلندی و انگلیسی وعده دادند که فعالیت‌های خود را به تجارت محدود کرده و فعالیت‌های تبلیغ مسیحیت را در ژاپن انجام ندهند.
به دنبال مرگ تویوتومی هیده‌یوشی در سال ۱۵۹۸، به نظر می‌رسید که یسوعیان دریافته بودند که شوگون‌سالاری توکوگاوا بسیار قوی‌تر و با ثبات‌تر از دولت تویوتومی هیده‌یوشی است.
در سال ۱۶۱۴ ایه‌یاسو در نهایت تصمیم به ممنوعیت مذهب کاتولیک گرفت.
شوگون در مورد حمله احتمالی توسط قدرت‌های استعماری از طریق شبه‌جزیره ایبری، مشابه آنچه قبلاً در اسپانیای نو (قاره آمریکا) و فیلیپین رخ داده بود، نگران بود. در سال ۱۶۱۵، فرستاده‌ای از طرف نایب السلطنه اسپانیای نو برای ساخت یک قلعه اسپانیایی خواستار قرض گرفتن زمین شد و این موضوع موجب عمیق‌تر سوء ظن ژاپنی‌ها را در برابر مذهب کاتولیک و قدرت‌های استعماری در شبه‌جزیره ایبری شد. در داخل کشور، ممنوعیت مسیحیت اقدامی در برابر خاندان تویوتومی بود. در ۱۶۱۴ بیانیهٔ «اخراج همه مبلغان از ژاپن»، تحت نام شوگون دوم توکوگاوا هیده‌تادا (حکومت ۱۶۰۵–۱۶۲۳) صادر شد. پیش‌نویس شده این بیانیه توسط راهب ذن سودن کونچی‌این (۱۵۶۳–۱۶۳۳) نوشته شده بود.
شوگونسالاری توکوگاوا در اواسط سده ۱۷ خواهان اخراج همه مبلغان اروپا و اجرای حکم اعدام برای تمام نوکیشان مسیحی شد.